# Анастасовське сільське поселення
Анаста́совське сільське поселення (рос. Анастасовское сельское поселение) — муніципальне утворення у складі Поріцького району Чувашії, Росія. Адміністративний центр — село Анастасово.

## Населення
Населення — 866 осіб (2019, 1018 у 2010, 1296 у 2002).

## Склад
До складу поселення входять такі населені пункти:
| Населений пункт     | Населення, осіб (2002) | Населення, осіб (2010) |
| ------------------- | ---------------------- | ---------------------- |
| Анастасово, село    | 672                    | 573                    |
| Бахмутово, присілок | 366                    | 271                    |
| Коровино, присілок  | 258                    | 204                    |